# Quinten Schram
 (octobre 2018).
Si vous disposez d'ouvrages ou d'articles de référence ou si vous connaissez des sites web de qualité traitant du thème abordé ici, merci de compléter l'article en donnant les références utiles à sa vérifiabilité et en les liant à la section « Notes et références ».
Pour les articles homonymes, voir Schram.
Quinten Schram, né le 29 juillet 1992 à Amstelveen, est un acteur, doubleur, compositeur et chanteur néerlandais.

## Biographie
Il est le fils du réalisateur-producteur Dave Schram et de la réalisatrice-productrice Maria Peters.
Il est le frère cadet de la réalisatrice-actrice Tessa Schram.

## Filmographie

### Cinéma
- 1999 : Un gamin (Kruimeltje) : Broertje van Keesie
- 2002 : Peter Bell (Pietje Bell) : Pietje Bell[2]
- 2003 : Pietje Bell 2 (nl): De Jacht op de Tsarenkroon : Pietje Bell[3]
- 2005 : Parels & Zwijnen (nl) : Johnny
- 2006 : Afblijven (nl) : Skater 1
- 2007 : Timboektoe (nl) : Theo
- 2008 : De Brief voor de Koning (nl) : Piak
- 2009 : Lover of loser (nl) : Jesse

### Doublage
- 1999 : Stuart Little : George Little
- 2002 : Ice Age: The Meltdown : Little Beer
- 2003 : 	Cheeze dippers : Voix
- 2004 : Jesus en Josefine : Jezus
- 2005 : Streep wil racen / Racing Stripes : Young Ruffshodd
- 2005 : Nanny McPhee : Simon
- 2010 : Toy Story 3 : Andy
- 2012 : Disney on ice : Andy

## Discographie

### Bandes originales et chant
- 2001 : 	Ik heb het altijd gedaan (chanteur)
- 2004 : Als Laatste sterft de hoop (chanteur)
- 2009 : 48-hours-project (compositeur)
- 2010 : Lisa's missie (compositeur)
- 2011 : Sammie is zoek (compositeur)
- 2011 : Neuengamme (compositeur)
- 2012 : Lost and Found (compositeur)
- 2014 : Painkillers (nl) (compositeur)
- 2016 : Kappen! (nl)[4](compositeur)